# Sezze
Sezze é uma comuna italiana da região do Lácio, província de Latina, com cerca de 21.779 habitantes. Estende-se por uma área de 101 km², tendo uma densidade populacional de 216 hab/km². Faz fronteira com Bassiano, Carpineto Romano (RM), Latina, Pontinia, Priverno, Roccagorga, Sermoneta.
Era conhecida como Sétia (em latim: Setia) durante o período romano.

## Demografia
| Variação demográfica do município entre 1861 e 2011                               |
|                                                                                   |
| Fonte: Istituto Nazionale di Statistica (ISTAT) - Elaboração gráfica da Wikipedia |